# 33682 Waylonreid
33682 Waylonreid este o planetă minoră (asteroid), cu un diametru de 2,467 km, din centura de asteroizi. A fost descoperită pe 13 mai 1999 la Experimental Test Site⁠(d) de Lincoln Near-Earth Asteroid Research. 
Obiectul prezintă o orbită caracterizată de o semiaxă mare de 2,609825 UAi, o excentricitate de 0,02, o înclinație de 2,36887 ° în raport cu ecliptica.